# The Amazing Colossal Man
The Amazing Colossal Man este un film SF american din 1957 regizat de Bert I. Gordon. În rolurile principale joacă actorii Glenn Langan, Cathy Downs, William Hudson.
Filmul a fost lansat de AIP ca un film dublu împreună cu Cat Girl regizat de Alfred Shaughnessy.

## Prezentare
Locotenent-colonelul Glenn Manning este expus accidental unei explozii cu bombă de plutoniu la Camp Rock Desert. Deși a ars peste 90% din corpul său, el supraviețuiește și începe să crească în mărime. Pe măsură ce crește, inima și sistemul circulator nu reușesc să țină pasul cu creșterea sa și treptat- treptat începe să-și piardă mințile ca urmare a alimentarii deficitare cu sânge a creierului său redus. El ajunge la 50 de metri înainte ca să se oprească creșterea sa. În tot acest timp, el a înnebunit. El scapă și face ravagii în Las Vegas, înainte de a fi în cele din urmă oprit.

## Actori
| Actor              | Rol                         |
| ------------------ | --------------------------- |
| Glenn Langan       | Lt. Col. Glenn Manning      |
| Cathy Downs        | Carol Forrest               |
| William Hudson     | Dr. Paul Linstrom           |
| Larry Thor         | Maj. Eric Coulter, MD       |
| James Seay         | Col. Hallock                |
| Frank Jenks        | Truck Driver                |
| Russ Bender        | Richard Kingman             |
| Hank Patterson     | Henry                       |
| Jimmy Cross        | Sergeant at reception desk  |
| June Jocelyn       | Nurse Wilson                |
| Stanley Lachman    | Lt. Cline                   |
| Harry Raybould     | MP at Main Gate             |
| Jean Moorhead      | Woman in Bathtub            |
| Scott Peters       | Sgt. Lee Carter             |
| Myron Cook         | Capt. Thomas                |
| Michael Harris     | Police Lt. Keller           |
| Bill Cassady       | Lt. Peterson                |
| Dick Nelson        | Sgt. Hansen                 |
| Edmund Cobb        | Dr. McDermott               |
| Paul Hahn          | Attendant                   |
| Diana Darrin       | Hospital Receptionist       |
| Lyn Osborn         | Sgt. Taylor                 |
| Jack Kosslyn       | Lieutenant in briefing room |
| William Hughes     | Bombsite Control Officer    |
| Keith Hetherington | Newscaster                  |
| John Daheim        | Soldier (nemenționat)       |
| Judd Holdren       | Robert Allen (nemenționat)  |
| Harold Miller      | Official (nemenționat)      |